# EWHL Super Cup 2014-2015
La EWHL Super Cup 2014-2015 è la quarta edizione di questo torneo, organizzato dalla Elite Women's Hockey League.

## Partecipanti
Sono tornate ad essere sei le squadre partecipanti a questa edizione, dopo che la precedente era stata ridotta a sole quattro.
Tre erano provenienti dalla EWHL: le italiane EV Bozen Eagles, alla loro prima partecipazione alla Super Cup, e le due squadre austriache che già avevano preso parte all'edizione precedente, EHV Sabres Wien e l'Austrian Select, selezione delle altre squadre austriache partecipanti al torneo.
Confermate le due compagini provenienti dal campionato tedesco: le campionesse in carica della Super Cup dell'ESC Planegg/Würmtal e l'ECDC Memmingen.
Ritorna anche una compagine svizzera, ZSC Lions Damen, stante la rinuncia delle aventi diritto Hockey Club Lugano Ladies Team.

## Formula
La formula è molto semplice: un girone di sola andata, in cui tutte le squadre incontrano una sola volta le altre cinque compagini. Il sorteggio determinerà se una squadra giocherà due oppure tre incontri in casa.
Non è previsto il pareggio: in caso di parità verrà giocato un tempo supplementare ed eventualmente i tiri di rigore.
Vengono assegnati tre punti per la vittoria nei tempi regolamentari, due punti per la vittoria ai supplementari o ai rigori, un punto per la sconfitta ai supplementari o ai rigori.

## Risultati
| Zurigo 13 settembre 2014 | Lions Damen | 6 – 1 | Memmingen | (100 spett.) |

| Planegg 13 settembre 2014 | Planegg/Würmtal | 3 – 0 | Austrian Select | (50 spett.) |

| Memmingen 14 settembre 2014 | Memmingen | 1 – 3 | EV Bozen Eagles | (100 spett.) |

| Salisburgo 14 settembre 2014 | Austrian Select | 0 – 7 | Sabres Vienna | (50 spett.) |

| Planegg 20 settembre 2014 | Planegg/Würmtal | 6 – 3 | Memmingen | (50 spett.) |

| Zurigo 27 settembre 2014 | Lions Damen | 5 – 6 d.r. | Planegg/Würmtal | (60 spett.) |

| Memmingen 27 settembre 2014 | Memmingen | 0 – 6 | Sabres Vienna | (50 spett.) |

| Salisburgo 27 settembre 2014 | Austrian Select | 4 – 2 | EV Bozen Eagles | (50 spett.) |

| Memmingen 28 settembre 2014 | Memmingen | 2 – 3 d.t.s. | Austrian Select | (50 spett.) |

| Planegg 28 settembre 2014 | Planegg/Würmtal | 2 – 5 | Sabres Vienna | (60 spett.) |

| Vienna 11 ottobre 2014 | Sabres Vienna | 7 – 0 | Lions Damen | (150 spett.) |

| Salisburgo 12 ottobre 2014 | Austrian Select | 4 – 3 d.t.s. | Lions Damen | (100 spett.) |

| Vienna 15 novembre 2014 | Sabres Vienna | 5 – 0 | EV Bozen Eagles | (100 spett.) |

| Bolzano 31 gennaio 2015, ore 19.00 | EV Bozen Eagles | 7 – 3 | Lions Damen | (? spett.) |

| Bolzano | EV Bozen Eagles | n. – d. | Planegg/Würmtal |  |

Con le Sabres già matematicamente prime, l'ultimo incontro, tra EV Bozen Eagles e ESC Planegg/Würmtal non è stato disputato, lasciando di fatto la classifica incompleta.

## Classifica
| Pos. | Società             | Stato               | G | V | VOT | POT | P | Reti  | Diff. Reti | Punti |
| ---- | ------------------- | ------------------- | - | - | --- | --- | - | ----- | ---------- | ----- |
| 1.   | EHV Sabres Wien     | Austria (bandiera)  | 5 | 5 | 0   | 0   | 0 | 30:2  | +28        | 15    |
| 2.   | ESC Planegg/Würmtal | Germania (bandiera) | 4 | 2 | 1   | 0   | 1 | 17:13 | +4         | 8     |
| 3.   | Austrian Select     | Austria (bandiera)  | 5 | 1 | 2   | 0   | 2 | 11:17 | -6         | 7     |
| 4.   | EV Bozen Eagles     | Italia (bandiera)   | 4 | 2 | 0   | 0   | 2 | 12:13 | -1         | 6     |
| 5.   | ZSC Lions Damen     | Svizzera (bandiera) | 5 | 1 | 0   | 2   | 2 | 17:25 | -8         | 5     |
| 6.   | ECDC Memmingen      | Germania (bandiera) | 5 | 0 | 0   | 1   | 4 | 7:24  | -17        | 1     |

## Classifica marcatori
| Pos. | Giocatrice      | Squadra           | Gol | Assist | Punti |
| ---- | --------------- | ----------------- | --- | ------ | ----- |
| 1.   | Anna Meixner    | EHV Sabres Vienna | 10  | 6      | 16    |
| 2.   | Esther Kantor   | EHV Sabres Vienna | 4   | 7      | 11    |
| 3.   | Isabel Menard   | ZSC Lions Damen   | 5   | 4      | 9     |
| 4.   | Regan Boulton   | ZSC Lions Damen   | 3   | 6      | 9     |
| 5.   | Chelsea Furlani | EV Bozen Eagles   | 5   | 2      | 7     |
| 6.   | Eleonora Dalprà | EV Bozen Eagles   | 2   | 5      | 7     |